# Бетпак-Дала
Бетпа́к-Дала́ (каз. Бетпақдала), или Северная Голодная степь — пустыня в Улытауской, Карагандинской, Туркестанской и Жамбылской областях Казахстана. Расположена между низовьем реки Сарысу, реки Чу и озером Балхаш.

## Описание

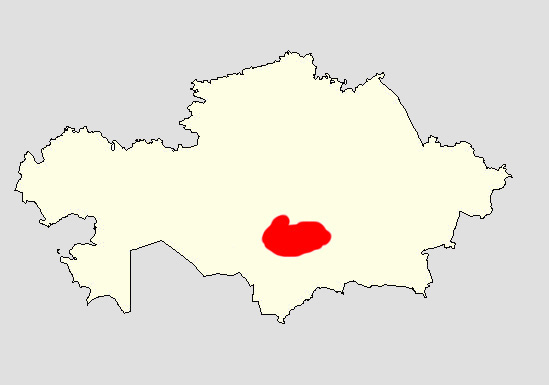
Расположение в Казахстане

Координаты (46°02’N 70°12’E). На севере у параллели 46°30' граничит с Казахским мелкосопочником. Площадь около 75 000 км², протяжённость с запада на восток около 500 км, с севера на юг до 170 км. Бетпак-Дала — плоская и полого-волнистая равнина со средней высотой 300—350 м. Высшая точка — гора Жамбыл (972 м над уровнем моря). Восточная часть Бетпак-Далы представляет собой продолжение каледонских структур Казахского мелкосопочника — комплекс плотных палеозойских осадочных и изверженных пород. Это цокольная остаточная равнина, где невысокие гряды чередуются с многочисленными впадинами. В западной части палеозойские породы погружаются под толщу горизонтально залегающих мезозойских и палеогеновых рыхлых отложений (пески, песчаники, глины, галечники), которые формируют пластовую равнину с бессточными понижениями в виде логов и замкнутых впадин.
Климат континентальный, лето сухое и жаркое, зима умеренно холодная, малоснежная (толщина снежного покрова не превышает 10—15 см), средняя температура января −12—14 °C, июля 24—26 °C. Обильны подземные воды с глубиной залегания до 30 м. Осадков выпадает 100—150 мм в год. Господствует пустыня с бурыми и серо-бурыми почвами. В понижениях распространены такыры и солончаки. На присарысуских и пришуских закреплённых и бугристо-грядовых песках преобладают саксаулы и терескеново-серополынно-житняковые ассоциации. Представители фауны — в долинах рек и равнинах — сайгак, джейран; водятся дрофа, рябки (чернобрюхий, белобрюхий). Пространства Бетпак-Далы используются как весенние и осенние пастбища хозяйств Кызылординской, Туркестанской, Жамбылской и Карагандинской областей. Весной скот перегоняют к северу на летние пастбища Казахского мелкосопочника, осенью на зимовки к югу — в пески Мойынкум и долину реки Чу. В Бетпак-Дале создан зоологический заказник площадью 25 000 га.

## В литературе
История изучения пустыни «Бетпак-Дала» экспедициями под руководством зоолога В. А. Селевина описана в книге М. Д. Зверева «Конец белого пятна». Его экспедиция в 1936 году проводила в пустыне раскопки Асказансорской ископаемой фауны.

## В культуре
В 1975 году знаменитая рок-группа Дос-Мукасан записала восьмиминутную психоделическую инструментальную пьесу под названием «Бетпак дала».